# Acanthagrion fluviatile
Acanthagrion fluviatile är en trollsländeart som först beskrevs av De Marmels 1984.  Acanthagrion fluviatile ingår i släktet Acanthagrion och familjen dammflicksländor. Inga underarter finns listade i Catalogue of Life.